# 罰金及笞刑処分例
罰金及笞刑処分例（ばっきんおよびちけいしょぶんれい）とは、日本統治時代の台湾において制定された律令であり、刑罰として笞打ち刑を選択しうるとしていた。1904年（明治37年）1月12日に、明治37年律令第1号として公布されたものである。

## 同律令の概要
同律令第1条は、「主刑三月以下ノ重禁錮ノ刑ニ処スヘキ本島人及清国人ノ犯罪ニ付テハ其ノ情状ニ依リ罰金又ハ笞刑ニ処スルコトヲ得」とし、同律令第2条は、「主刑又ハ附加刑ノ罰金百円以下ノ刑ニ処スヘキ本島人及清国人ノ犯罪ニ付テハ被告人左ノ一ニ該ルトキハ其ノ情状ニ依リ笞刑ニ処スルコトヲ得」としたうえで「一、本島内ニ一定ノ住居ヲ有セサルトキ。二、無資産ナリト認メタルトキ」とする。同律令第3条は、「拘留又ハ科料ノ刑ニ処スヘキ本島人及清国人ノ犯罪ニ付テハ其ノ情状ニ依リ笞刑ニ処スルコトヲ得」とそれぞれ定めていた。すなわち、「主刑三月以下ノ重禁固」、「主刑又ハ附加刑ノ罰金百円以下」、「拘留又ハ科料」という多種の「刑ニ処スヘキ本島人及清国人ノ犯罪」を、「其情状ニ依リ罰金又ハ笞刑ニ処スル」とされたのである。また同律令第6条が、「笞刑ハ臀ニ鞭ス」ることを、第7条が「笞刑ハ満16歳以上満60歳未満ノ男子ニアラサレハ之ヲ科スルコトヲ得ス」ということも定めていた。

## 制定の背景
日本による台湾の領有に対し、台湾人からは激しい抵抗が起きた。これに対し児玉源太郎総督（1898年2月26日着任）、後藤新平民政長官（1898年3月2日着任）は、近代的都市整備、鉄道、水道、電気事業等のインフラ整備を進め支配力を強化する一方、抵抗運動に対して徹底的な弾圧策をとった。児玉・後藤の基本方針は、台湾の実情を理由に「特別統治」の重要性を強調する「植民地主義」であった。「植民地主義」は、台湾を日本本国とは政治的および法制度上の別の統治領域とみなし、台湾の住民には本国人と異なる法および統治制度を適用すべしとする差別化の政策を意味する。本律令は、「匪徒刑罰令」（明治31年律令第24号）と並んで、本国刑法に比べ苛酷な植民地統治の内実を示すものである。

## 本律令が日本本国内に与えた影響（笞刑論争）
台湾に笞刑が導入される30年前に日本本土においては、笞刑は完全に廃止されていた。1872年（明治5年）に制定された「懲役法」により「王朝以来一千年の久しきに亘って採用せし笞刑を廃止し、之に代ふるに懲役刑を以ってする」と定めていた。この笞刑の廃止から30年あまりが経過した1904年（明治37年）においては、笞刑が時代にふさわしくないという認識が常識化していた。従って、台湾における笞刑の復活は、本国の行政官や知識人にあたかも亡霊の復活のように感ぜられ、大きな波紋が生じ、激しい反対論が展開された。当時の司法省監獄事務官の地位にあった小河滋次郎は、「未開蒙昧なる台湾新領土を支配」するには（笞刑を廃止した本国刑法のような）「文明寛大の刑典」をもってすべきであり、笞刑の復活は、「我が名誉ある光輝ある台湾民政」に一大汚点となると主張した。決して台湾人と日本人の平等という観点からの批判でないことに注意する必要がある。むしろ台湾人を「未開蒙昧」と見ている点で、笞刑推進者の台湾人への認識と共通する。

## 台湾における笞刑推進者の反論
小河をはじめとする笞刑復活反対論に対して、当時台湾総督府法務課長であった手島兵次郎は以下の理由から笞刑導入を擁護する。
1. 笞刑が安上がりな刑罰であること[5]。
2. 諸外国においても広く笞刑が行われていること[5]。
3. 笞刑の代わりに導入された短期自由刑が弊害をもつこと。短期自由刑の弊害とは、収容施設内における悪風感染、施設収容により本人や家族への経済的な負担が生じることである[5]。

また台湾覆審法院長であった鈴木宗言は、台湾で導入された笞刑が「笞数笞具に制限を加えた」寛刑であり、過去に行われていた蛮刑とは異なるとして擁護する。本律令実施のための「「笞刑執行心得」には、執行に際しての厳密な方法が定められていた。「笞刑執行者ハ右手ニ笞ヲ携ヘ之ヲ垂下シテ受刑者ノ左側ニ進ミ、其ノ腕ヲ延長シテ笞頭ノ受刑者右臀ニ接触スルコト約三寸ノ距離ニ於イテ位置ヲ定メ（第2条）」という具合である。さらに笞刑が監獄内にて秘密裏に行われるべきこと（第11条）も、台湾の笞刑が過去に行われていた蛮刑とは異なることの理由となるとして、本処分令による笞刑を擁護した。

## 他の日本統治地域への適用
台湾における笞刑の導入は、日本による他の地域の統治に大きな影響を与えた。関東州では、1908年（明治41年）9月に「罰金及笞刑処分令」が施行された。軍政時代から導入されていた清国人に対する笞刑制度が改めて正式な刑罰として確認された。また、朝鮮総督府は、1912年（明治45年）3月18日に「朝鮮笞刑令」を公布した。日本本国においては、1905年4月29日に公布された「刑法大全」において笞刑の軽減方向が示されていたにもかかわらず、朝鮮総督府は監獄経費の合理化と朝鮮人未開民族観に基づき笞刑を温存、拡大したものである。この際に朝鮮総督府司法部は、「朝鮮笞刑令制定の要旨」において朝鮮における笞刑の導入を正当化するために、台湾の「罰金及笞刑処分例」が反対論を鎮圧して実施されたという実例をあげている。

## 台湾および朝鮮における笞刑導入の結果
これらの笞刑制度の導入の結果は以下のとおりである。台湾においては、1913年（大正2年）から1915年（大正4年）の期間年平均の総受刑者数は6431人、そのうち笞刑に処せられた割合は34.4パーセントであり、執行者数は年平均2209人だった。朝鮮において同期間の年平均の受刑者総数は、20716人を数え、笞刑に処せられた割合36パーセントであり、執行者数は年平均7462人であった。

## 廃止
朝鮮における三・一独立運動の勃発や、日本統治下の台湾における台湾人政治運動の台頭があり、日本統治地域において笞刑が廃止されるに至った。まず、朝鮮において1920年（大正9年）に笞刑が廃止され、台湾においても、1921年（大正10年）5月1日に廃止された。